# Acidocroton gentryi
Acidocroton gentryi là một loài thực vật thuộc họ Euphorbiaceae. Nó là loài đặc hữu của Colombia.